# 解剖学における方向の表現
解剖学における方向の表現（かいぼうがくにおけるほうこうのひょうげん）では、解剖学における方向の表現について述べる。
解剖学における方向の表現は、正確を期して厳密に定義されている。日常の表現とは食い違うことがあるので注意を要する。

## 原則
解剖学的正位（かいぼうがくてきせいい、anatomical position）
手のひらを正面(顔の向いている方)に向けてまっすぐ立った姿勢。方向の表現は解剖学的正位を基準にする。特に四肢など、向きが変わりやすい部分での表現にはこの前提が重要になる。ただし、解剖学的正位を前提してもなお四肢や脳などの方向表現は混乱を招きがちなので、よりわかりやすい表現(後述)が好まれる。
上下
頭のある方が上（superior）、足のある方が下（inferior）である。上を頭側（cranial）、下を尾側（caudal）と表現することもあるが、cranialという英単語には「頭蓋の」という意味もあるので注意を要する。また、「尾側」の用法は後述する脳解剖での用法と一致しない。
左右
観察される人から見た左右で表現する。すなわち、医師が患者と向かい合っている場合、医師から見て右側には患者の左半身がある。医師が患者の背部を観察しているなら、医師から見て右側に患者の右半身がある。
前後
顔が向いている方が前（anterior）、背部が向いている方が後ろ（posterior）である。前を腹側（ふくそく、ventral）、後ろを背側（はいそく、dorsal）と表現することもある。ただし、腹側／背側の用法は脳解剖での用法と一致しない。
- 上下、左右、前後

内側と外側
人体をおおむね左右対称と考えたとき、対称軸となる平面の位置を正中（せいちゅう、median）と言う。ただし正中神経（median nerve）とは、橈骨神経（とうこつしんけい、radial nerve）と尺骨神経（しゃっこつしんけい、ulnar nerve）のほぼ中央にある神経といったような意味で、体の正中にある神経ではない。左右軸上で正中に近い方が内側（ないそく、medial）、正中から遠い方が外側（がいそく、lateral）である。
内外
体表に近い方が外（external）、遠い方が内（internal）である。内側・外側とは全く別物である。たとえば外頸動脈（external carotid artery）は頭部の皮膚や顔面の筋肉を、内頸動脈（internal carotid artery）は頭蓋に覆われた脳などを栄養するものであり、動脈そのものの内側・外側を見ると、ある部分で外頸動脈は内頸動脈より内側にある。外を浅い（superficial）、内を深い（deep）と表現することもある。
- 四肢動物における方向。ウマ。
- 四肢動物における方向。イヌ。

断面
左右軸に垂直な面を矢状面（しじょうめん、Sagittal plane）、前後軸に垂直な面を冠状面（Coronal plane）または前頭面（ぜんとうめん、Frontal plane）、上下軸に垂直な面を横断面（おうだんめん、Transverse plane）または水平面（すいへいめん、Horizontal plane）と言う。矢状面は矢状縫合（Sagittal suture）に沿った面、冠状面は冠状縫合（Coronal plane）に沿った面という意味である。
- 矢状面、冠状面、横断面。

## 体位の表現
立位
名前の通り立った状態のこと。直立に立つ直立位、中腰になる中腰位がある。
座位
名前の通り座った状態のこと。膝を伸ばし背中をまっすぐにした長座位、ベッドから下肢を下げたり、背もたれのない椅子に座った端座位、椅子に座った椅子座位がある。
臥位
名前の通り寝た状態のこと。仰向けと呼ばれる背臥位（仰臥位）、うつ伏せと呼ばれる腹臥位（伏臥位）、横向きになる側臥位（右側臥位、左側臥位）がある。
斜位
名前の通り斜めの状態のこと。第1斜位（右前斜位）、第2斜位（左前斜位）

## 部分ごとの表現
近位と遠位
四肢については、体幹に近い側を近位（きんい、proximal）、遠い側を遠位（えんい、distal）と言う。血管について心臓に近い側を近位、末梢神経について脳に近い側を近位と言うことがある。
橈側と尺側
上肢について、解剖学的正位を前提すれば橈骨は尺骨よりも外側にあり、親指は小指よりも外側にあると言えるが、体幹を基準にした表現はわかりにくいので、「正中神経」という名前が示すとおり、上肢だけを切り離して考える。橈骨と親指のある側が橈側（radial）、尺骨と小指のある側が尺側（ulnar）である。なお下肢について脛骨側（tibial）・腓骨側（fibular）という表現を使うことがあるが、下肢は上肢ほど向きが変わらないので内側・外側で通すことも多い。
掌側と背側、底側と背側
上肢について、手のひらの側を掌側（palmar）、手の甲の側を背側（dorsal）と言う。下肢については足の裏の側を底側（planter）、足の甲の側を背側（dorsal）と言う。
- 手における方向。
- 足における方向。

口側と肛側
消化管は一本につながった管なので、普通の座標軸に加えて、「より口に近い側」「より肛門に近い側」という表現が可能である。口に近い側を口側（oral）または吻側（rostal）、肛門に近い側を肛側（anal）と表現する。したがって、食物は普通、より口側からより肛側に移動すると言える。
同側と対側
体の左右に対称に（「有対性に」という）ある臓器について言う。全身を右半身と左半身に分け、同じ半身に属する臓器（たとえば右手と大脳右半球）は同側にあると言い、違う半身に属する臓器（左手と大脳右半球）は対側にあると言う。ある身体所見が片方の半身だけに現れるとき、その所見は片側性であると言い、両方の半身に（左右対称に近い形で）現れるときは両側性であると言う。身体所見が片側性か両側性かは原因疾患の特定において重要である。片側性なら神経系や血管系の異常が、両側性なら血液・内分泌・自己免疫などの異常が示唆される。

### 脳解剖における表現
脳は神経管の屈曲により発生する臓器なので、神経管における位置を表現の基準にしたほうがわかりやすい。また、脳幹は普通の座標軸に対して傾いているので、「後ろやや上方」などと斜めの表現が多くなりやすい。そこで次のような軸を設ける。誤解のない範囲で普通の座標を使うこともある。
尾側と吻側
脳幹と小脳においては脊髄のある方を尾側、中脳と第三脳室のある方を吻側と言う。間脳と大脳においては普通の座標で前を吻側、後ろを尾側と言う。
腹側と背側
尾側・吻側軸を基準に、それと垂直な軸を使う。脳幹と小脳においては前方やや斜め下、橋横線維やオリーブや錐体のある方を腹側、小脳のある方を背側と言う。間脳と大脳においては普通の座標で上を背側、下を腹側と言う。
- ヒト神経系における方向。脳幹と間脳を境にして途中で軸の方向が変わる。
- ヒト大脳における平面。
- ヒト大脳における方向と平面。

## 画像診断において
解剖学における表現を準用する。
X線写真
普通、被験者が読影者と向かい合うような向きに現像する。よって被験者の右半身は読影者から見て左に写る。
CT、MRI
さまざまな方向からの断面を撮影することができる。もっともよく使われる水平断面では、上の断片の切り口を下から見るような向きに描出し、被験者にとっての前が画像の上に来るように置く。すなわち被験者の右半身は読影者から見て左に写る。